# Григорьева, Дарья Никитична
Дарья Никитична Григорьева (4 марта 1913 года, деревня Черепаново, Курмышский уезд, Симбирская губерния, Российская империя — 19 февраля 2001 года, село Черепаново, Красночетайский район, Республика Чувашия, Россия) — доярка совхоза «Храмцово» Белоярского района Свердловской области. Герой Социалистического Труда (1966).

## Биография
Родилась 4 марта 1913 года в крестьянской многодетной семье в селе Черепаново Курмышского уезда Симбирской губернии (ныне — Красночетайский район Республики Чувашия). Из-за смерти матери оставила обучение в школе, чтобы вести домашнее хозяйство.
В 1936 году вместе с мужем переселилась в Свердловскую область, где стала работать поваром в колхозе «Храмцово» Белоярского района. Во время Великой Отечественной войны трудилась трактористкой. После войны перешла на молочную ферму. В 1960 году она получила по 5 тысяч литров молока от каждой фуражной коровы. За время работы дояркой она получила всего около полтора миллионов литров молока. За выдающиеся достижения в сельском хозяйстве она была удостоена в 1966 году звания Героя Социалистического Труда.
Неоднократно участвовала во Всесоюзной выставке ВДНХ. В 1992 году возвратилась в родное село Черепаново, где прожила до своей кончины в 2001 году.

## Награды
- Герой Социалистического Труда — указом Президиума Верховного Совета СССР от 22 марта 1966 года
- Медаль «Серп и Молот» (1966);
- Орден Ленина (1966)

## Память
- В селе Красные Четаи на площади Победы установлена мемориальная доска, посвящённая Дарье Григорьевой[1].